# جودي كومر
جودي كومر (بالإنجليزية: Jodie Comer)‏ هي ممثلة بريطانية، ولدت في 11 مارس 1993 في ليفربول في المملكة المتحدة. من الجوائز التي نالتها British Academy Television Award for Best Actress ‏ سنة 2019 سنة 2019.

## جوائز
- British Academy Television Award for Best Actress [الإنجليزية]‏ (2019)
- جائزة ايمي برايم تايم لأفضل ممثلة رئيسية في مسلسل درامي [الإنجليزية]‏ (2019)

## وصلات خارجية
- جودي كومر على موقع IMDb (الإنجليزية)
- جودي كومر على موقع روتن توميتوز (الإنجليزية)
- جودي كومر على موقع ألو سيني (الفرنسية)
- جودي كومر على موقع قاعدة بيانات برودواي على الإنترنت (الإنجليزية)
- جودي كومر على موقع قاعدة بيانات الفيلم (الإنجليزية)
- جودي كومر على موقع كينوبويسك (الروسية)